# Cellettes (Charente)
Cellettes é uma comuna francesa na região administrativa da Nova Aquitânia, no departamento de Charente. Estende-se por uma área de 9,37 km². Em 2010 a comuna tinha 395 habitantes (densidade: 42,2 hab./km²).